# St. Stephan (Attenhausen)

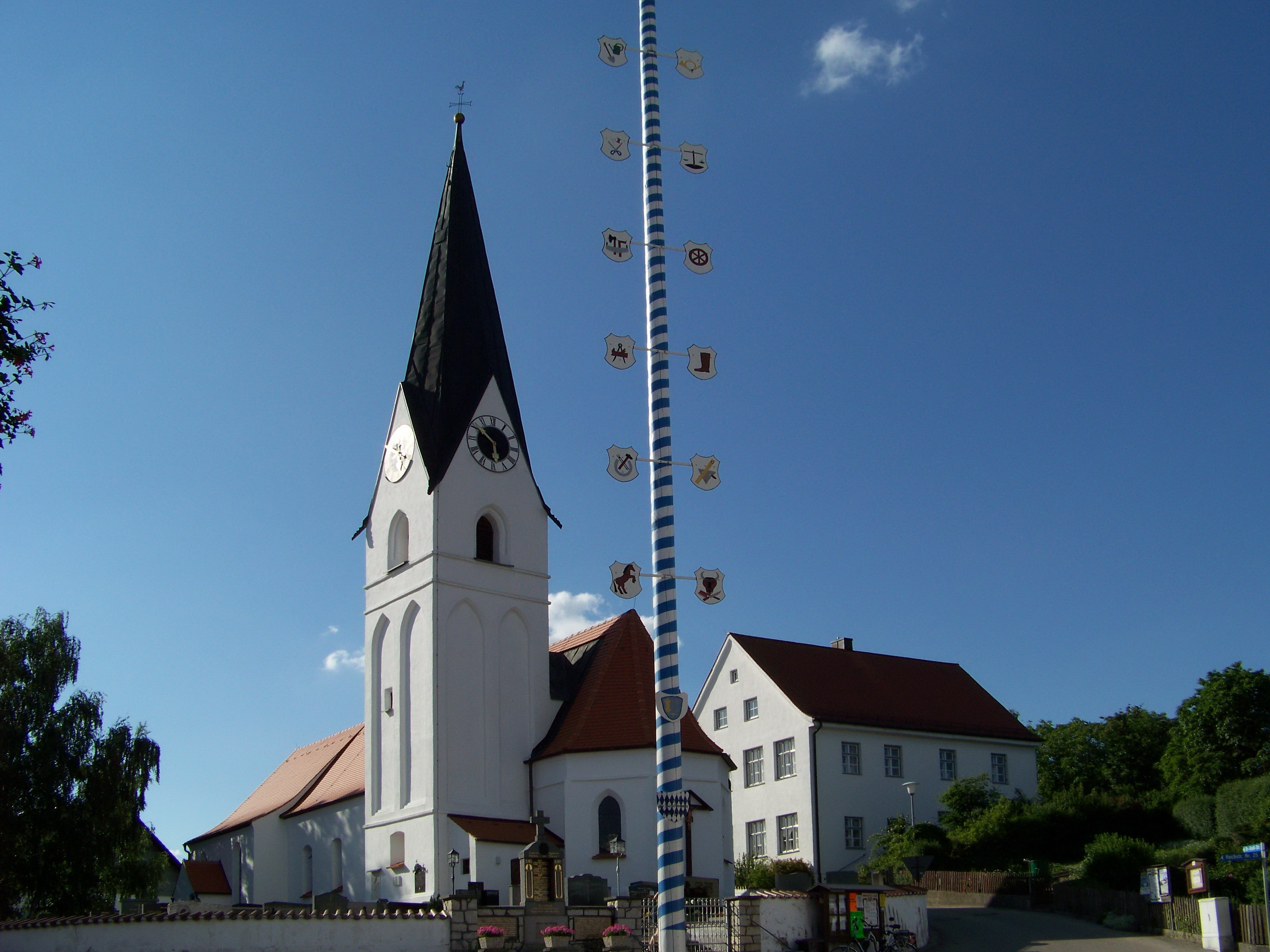
Außenansicht der Kuratiekirche St. Stephan von Südosten

Die römisch-katholische Kuratiekirche St. Stephan in Attenhausen, einem Gemeindeteil der Gemeinde Bruckberg im niederbayerischen Landkreis Landshut, entstand in mehreren Bauphasen. Chor und Turm wurden in der zweiten Hälfte des 15. Jahrhunderts im spätgotischen Stil erbaut. Das Langhaus wurde um 1900 nach den Plänen des Münchner Architekten Joseph Elsner junior errichtet und 1931 nach Westen verlängert. Die Pfarrkuratie Attenhausen gehört zum Pfarrverband Bruckberg–Gündlkofen im Dekanat Landshut des Erzbistums München und Freising. Ihr sind die Filialkirchen St. Gallus in Beutelhausen, St. Johannes der Täufer in Eggersdorf und Mariä Himmelfahrt in Pörndorf zugeordnet.

## Architektur

### Außenbau
Die Saalkirche ist nach Osten ausgerichtet. Der eingezogene spätgotische Chor umfasst zwei Joche und einen Schluss in drei Achteckseiten. Er wird außen durch schwache Dreieckslisenen und einen Dachfries gegliedert. Die Fenster sind spitzbogig.
Südlich am Chor ist der ebenfalls spätgotische Turm angebaut, der sich ohne Geschossteilung über quadratischem Grundriss erhebt und – vermittelt durch vier Dreiecksgiebel, die je ein Ziffernblatt der Turmuhr enthalten – in einen achtseitigen Spitzhelm übergeht. Der Turmschaft wird durch hohe Spitzbogenblenden gegliedert. Im Erdgeschoss und einem kleinen, neueren Anbau ist die Sakristei untergebracht.
Das Langhaus umfasste ursprünglich drei Achsen mit stichbogigen Fenstern. Der westliche Anbau von 1931, der die Orgelempore enthält, ist fensterlos und etwas breiter ausgeführt.

### Innenraum
Der Chor wird von einem spätgotischen Netzrippengewölbe überspannt, das auf gefasten Wandpfeilern und entsprechenden, spitzen Schildbögen ruht. Die birnstabförmigen Gewölberippen entspringen zum Teil aus halbrunden, zum Teil aus polygonalen Profilkonsolen, die teilweise mit vorgelegten, spitzen Wappenschilden verziert sind, und laufen auf runde Schlusssteine mit aufgelegten, stumpfen Spitzschilden zu. Den Übergang zum flachgedeckten Langhaus vermittelt ein spitzer Chorbogen.
In der Sakristei befindet sich ein ebenfalls spätgotisches Sternrippengewölbe auf halbrunden Profilkonsolen. Der runde Schlussstein ist mit einem aufgelegten, halbrunden Wappenschild verziert.

## Ausstattung
Die Kirchenausstattung ist überwiegend neugotisch. Der Kirchenraum wird von dem neugotischen Hochaltar dominiert, der spätgotische Schnitzfiguren der hll. Florian, Martin, Katharina und Stephanus enthält. Die stammen aus der Zeit um 1480 und besitzen eine neugotische Fassung. Das Chorgestühl und Stuhlwangen des Kirchengestühls sind barock und wurden um 1700 geschaffen. Bemerkenswert ist auch eine Glocke aus dem 14. Jahrhundert, die einen Durchmesser von 51 Zentimetern besitzt. Sie besitzt – bezugnehmend auf die vier Evangelisten – die Umschrift †MATHEVS†MARCVS†LVCS†IOHANNES in gotischen Majuskeln.

## Orgel
Das Gehäuse der heutigen Orgel geht auf ein Instrument des Münchner Orgelbauers Franz Borgias Maerz aus dem Jahr 1887 zurück. Es umfasste fünf Register auf einem Manual und Pedal. Die Disposition lautete wie folgt:
| I Manual C–f3 |            |    |
| 1.            | Principal  | 8′ |
| 2.            | Gedackt    | 8′ |
| 3.            | Salicional | 8′ |
| 4.            | Fugara     | 4′ |

| Pedal C–d1 |        |     |
| 5.         | Subbaß | 16′ |

Die Maerz-Orgel wurde vor 1950 von dem Münchner Orgelbauer Julius Zwirner um zwei Register erweitert. Die Disposition lautete sodann:
| I Manual C–f3 |            |    |
| 1.            | Principal  | 8′ |
| 2.            | Salicional | 8′ |
| 3.            | Gedackt    | 8′ |
| 4.            | Fugara     | 4′ |
| 5.            | Flöte      | 4′ |
| 6.            | Octav      | 2′ |

| Pedal C–d1 |        |     |
| 7.         | Subbaß | 16′ |

- Koppel: I/P
- Spielhilfe: Tutti

Das heutige Orgelwerk wurde 2020 von der Firma Orgelbau Linder aus Nußdorf am Inn in den neugotischen Prospekt der Maerz-Orgel eingebaut, der leicht vergrößert und durch einen Kirchenmaler restauriert werden musste. Aus Gründen der Raumakustik wurde das neue Instrument nicht wie vorher an der Rückwand der tiefen Orgelempore aufgestellt, sondern in deren Brüstung integriert. Lediglich das Windwerk und das Pedalregister wurden in einem neuen Gehäuse hinter dem Spieltisch untergebracht. Die Disposition lautet nunmehr:
| I Manual C–g3 |               |        |
| 1.            | Principal     | 8′     |
| 2.            | Copel         | 8′     |
| 3.            | Gamba         | 8′     |
| 4.            | Octave        | 4′     |
| 5.            | Flaut travers | 4′     |
| 6.            | Quinte        | 2 ⁄3′  |
| 7.            | Superoctave   | 2′     |
| 8.            | Terz          | 1 3⁄5′ |
| 9.            | Mixtur II     | 1 ⁄3′  |

| Pedal C–f1 |        |     |
| 10.        | Subbaß | 16′ |

- Koppel: I/P

Anmerkungen
1. 1 2 3 4  Vorabzug Diskant